# Менор-коледж
Менор-коледж (англ. Manor College) — приватний університет в місті Дженкінтаун, штат Пенсільванія, США. Заснований у 1947 році сестрами ордену Святого Василія Великого з головною метою дати освіту дітям українських емігрантів після другої світової війни. Первісно зареєстрований як «молодший коледж», сьогоднішній Манор Коледж надає ступінь бакалаврів, і забезпечує гуманітарну освіту при їхньому кампусі.  
Центр вивчення української спадщини при Менор Коледж був заснований у 1977 році охоплює чотири основні сфери: академічні дослідження, українська бібліотека, музейна колекція української мови. традиційне мистецтво та архівний відділ. Багато українських іммігрантів, які шукають вищу освіту в Америці, відвідують Manor College як спосіб полегшити свій перехід до американської культури. У 2019 році, Менор Коледж став членською організацією Крайової Ради УККА, найвищим керівним органом Українського Конґресового Комітету Америки.
Програма легкої атлетики включає баскетбол (чоловічий і жіночий), футбол (чоловічий і жіночий), бейсбол і волейбол (жіночий). Команди відомі як «Блю Джейс» (Сизойки блакитні). Спортивні команди Менор Коледж змагаються в 19-му регіоні Національної молодіжної спортивної асоціації коледжу.